# Jonathan Leunbach
Jonathan Høegh von Leunbach ['lɔjnbɑk] (født 16. december 1884, død 24. september 1955) var en dansk læge, der i mellemkrigstiden ydede en betydelig, men omstridt social indsats for at bistå mindrebemidlede med seksualoplysning, prævention og provokeret abort.

## Liv og virke
Jonathan Leunbach var søn af Jørgen Høegh Leunbach (1842-1903) og Cassandra Wilhelmine Hjardemaal (1845-1925). Han tog kandidateksamen i medicin 1912 og arbejdede som alment praktiserende læge i Brønderslev 1915-1917. Efter nogle års hospitalsansættelse i København nedsatte han sig her i 1922 som alment praktiserende læge.
Han blev i 1920-erne kendt i offentligheden gennem sin agitation for bedre seksualoplysning, sikker og billig prævention og og senere også adgang til abort, især i relation til fattige familier med store børneflokke. I 1924 tog han sammen med forfatteren Thit Jensen, bl.a. grundet en fælles interesse for racehygiejne, initiativ til dannelsen af Foreningen for seksuel Oplysning, som bl.a. virkede for at udbrede kvinders kendskab til brug af prævention. Han begyndte også at hjælpe kvinder, der var blevet uønsket gravide, til at få abort, i første omgang ved at formidle kontakter til læger i det mere frisindede Berlin. Dette fik i 1928 Thit Jensen til at afbryde samarbejdet med Leunbach, da hun ikke støttede hans arbejde for at lovliggøre provokeret abort.
Hvis vi ransager os selv nøje, vil vi alle hos os selv kunne finde små spor af fejlsporinger og perverse lyster, lidt sadisme eller masochisme, lidt fetichisme og pornografisk glæde over 'uartige historier', lidt nysgerrig lyst til at forsøge forskellige former for pervers kønsomgang.
Internationalt var Leunbach et respekteret navn, bl.a. som medstifter af Verdensligaen for Seksualreform i København i sommeren 1928, mens han i Danmark mødte massiv modstand fra de fleste politiske partier, lægelige og kirkelige kredse samt Dansk Kvindesamfund. Verdensligaen arbejdede for et mere åbent og tolerant syn på seksualitet, herunder homoseksualitet og onani. Gennem verdensligaen mødte Leunbach den østrigske psykoanalytiker Wilhelm Reich, som ønskede at bruge ligaen som platform for udbredelsen af sine teorier om den seksuelle orgasmes betydning for menneskers fysiske såvel som psykiske velbefindende. Ligesom Reich var Leunbach jøde og kommunist, og de to mænds mange fælles interesser var en medvirkende årsag til, at Reich valgte at tage til København, da han i foråret 1933 måtte flygte fra nazisterne. I København dannedes omkring Reich en gruppe, kaldet Sexpol, som arbejdede med psykoanalyse og seksualoplysning og -politik, en gruppe der blev kendt under navnet Leunbach-gruppen, og som foruden Leunbach bl.a. bestod af de lægestuderende Tage Philipson og Jørgen Neergaard, forfatteren Jo Jacobsen og psykoanalytiker-parret Erik Carstens og Ellen Siersted.
I begyndelsen af 1930-erne udførte Leunbach illegalt ca. 300 provokerede aborter, og to gange blev han sigtet for medvirken til illegal abort. Han blev frikendt i 1935, men året efter idømt tre måneders fængsel og tab af de borgerlige rettigheder i fem år. Han selv og en del samtidige opfattede dette som en politisk domfældelse. Leunbachs virke var dog med til at starte en debat om abort, som i 1937 fik Rigsdagen til at vedtage Danmarks første svangerskabslov, som nedsatte straffen for illegale aborter og gav bedre muligheder for at lade en kvinde få en abort af sundhedsmæssige grunde. I 1939 blev Mødrehjælpen, som var oprettet i 1924 for at hjælpe kvinder til at gennemføre en graviditet, uanset om de var gifte eller enlige, gjort til en del af det offentlige socialsystem. Som led i den seksuelle frigørelse gjordes provokeret abort lovlig i Danmark i 1973, og meget af det, som Leunbach i sin tid kæmpede for, opfattes nu som selvfølgelige rettigheder.
Leunbach omkom ved en drukneulykke i Italien og er begravet på Hellerup Kirkegård.

## I populærkulturen
Leunbach omtales i 10. episode I disse tider af tv-serien Matador, hvor Elisabeth Friis i 1935 skaber postyr i Korsbæk ved at støtte hans tanker om provokeret abort, eller fosterfordrivelse, som det hed dengang.